# Jule Unterspann
Jule Unterspann (* 1972 in Frankfurt am Main) ist eine deutsche Sängerin und Komponistin.

## Leben und Wirken
Unterspann, die in Elz (Westerwald) aufwuchs, studierte bis 1997 Jazzgesang an der Johannes Gutenberg-Universität Mainz. Sie unterrichtete zunächst an der Musikwerkstatt Frankfurt; dann wechselte sie als Hauptfachdozentin zur Musikhochschule Nürnberg. Gleichzeitig unterrichtete sie bis 2008 Jazzgesang an den Musikhochschulen Köln und Saarbrücken. Heute lebt sie in Brodowin.
2003 legte Unterspann ihr Debütalbum mit eigenen Kompositionen, Jazzstandards sowie selten gespielten Stücken wie „Celeste“ von Ralph Towner oder Jimmy Rowles’ „Peacocks“ vor. Zwischen 2003 und 2007 leitete sie die Big Band des Jazz-Clubs Limburg. Mit dem Pianisten Walter L. Born entstand 2007 ein Weihnachtsalbum. 2008 war sie als Gastsolistin mit dem Landesjugendjazzorchester Hessen auf Tournee in Vietnam und Südkorea. Das Konzeptalbum Liebesleben enthält neben Chansons und eigenwillig interpretierten Volksliedern auch eigene Vertonungen von Texten von Hermann Löns und Antoine de Saint-Exupéry. Mit dem Gitarristen Bernhard Sperrfechter tourte sie 2011 als die Jazzkanaillen. Aktuell tritt sie auch mit Johannes Kersthold auf.

## Diskographische Hinweise
- Liebesleben (Lieder & Gedichte über die Liebe...) (Gadjo 2009, mit Walter Born, Christopher Herrmann)
- Jule Unterspann & Walter L. Born Winterwunder (HOFA 2007)
- Lil' It (Gadjo 2003, mit Heiko Hubmann, Fox, Sebastian Sternal, Hans Bender, Axel Pape)